# Kazimierz Drohomirecki

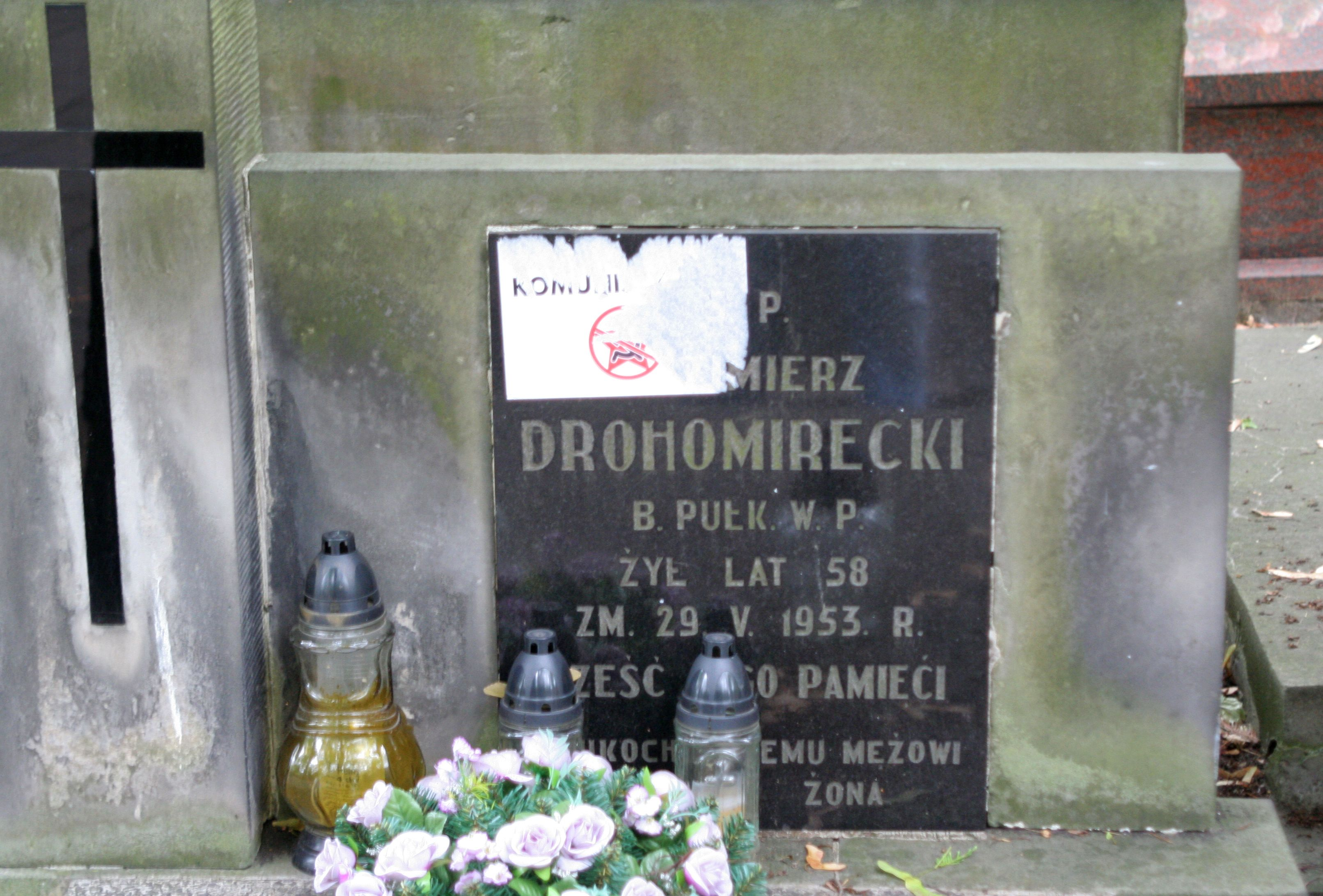
Grób Kazimierza Drohomireckiego na Cmentarzu Wojskowym na Powązkach

Kazimierz Drohomirecki (ur. 3 października 1895 we Lwowie, zm. 29 maja 1953 w Pruszkowie) – pułkownik Ludowego Wojska Polskiego, sędzia Najwyższego Sądu Wojskowego.
Syn Michała i Sydonii. Podczas I wojny światowej był nauczycielem gry na skrzypcach, a po wojnie kierownikiem orkiestry w Kołomyi. W 1928 ukończył studia na Wydziale Prawa Uniwersytetu Jana Kazimierza we Lwowie. Pracownik sądów w Stanisławowie i Tłumaczu do września 1939. Podczas okupacji sowieckiej został wywieziony w głąb ZSRR. W 1943 wstąpił ochotniczo do Wojska Polskiego w ZSRR. Został oficerem śledczym i sędzią Sądu Polowego. W 1946 jako podpułkownik był w składzie sędziowskim, który skazał na śmierć Stefana Ignaszaka. Uchwałą Prezydium KRN z 12 listopada 1946 „za bohaterskie czyny i dzielne zachowanie się w walce z niemieckim najeźdźcą oraz za gorliwą pracę i sumienne wypełnianie obowiązków służbowych” został odznaczony Krzyżem Oficerskim Orderu Odrodzenia Polski. Współpracował m.in. z Romanem Kryże. W 1948 przewodniczył składowi sędziowskiemu, który skazał na śmierć kpt. Wacława Alchimowicza i był jednym z sędziów, którzy skazali na śmierć rtm. Witolda Pileckiego. Uczestniczył również w skazaniu na śmierć kpt. Tadeusza Pleśniaka i Eugeniusza Rytelewskiego. Od grudnia 1950 w stanie spoczynku.
Został pochowany na Cmentarzu Wojskowym na Powązkach w Warszawie (kwatera 12A-4-28).